# Giuseppe Ceccarini
Giuseppe Ceccarini (Roma, 30 marzo 1742 – Fano, 13 agosto 1811) è stato un pittore italiano.

## Biografia
Giuseppe Ceccarini era il terzo figlio del pittore Sebastiano e di Candida Marini. Anche suo fratello Nicola è stato pittore e Carlo Magini, figlio di Elisabetta Ceccarini, sorella del pittore Sebastiano Ceccarini, era quindi suo cugino. Tornato a Fano, sposò Angiola Rivelli, fanese, e visse per alcuni anni nella casa di suo suocero. Dalla moglie ebbe otto figli. In un secondo tempo trasferì la famiglia a casa del padre.

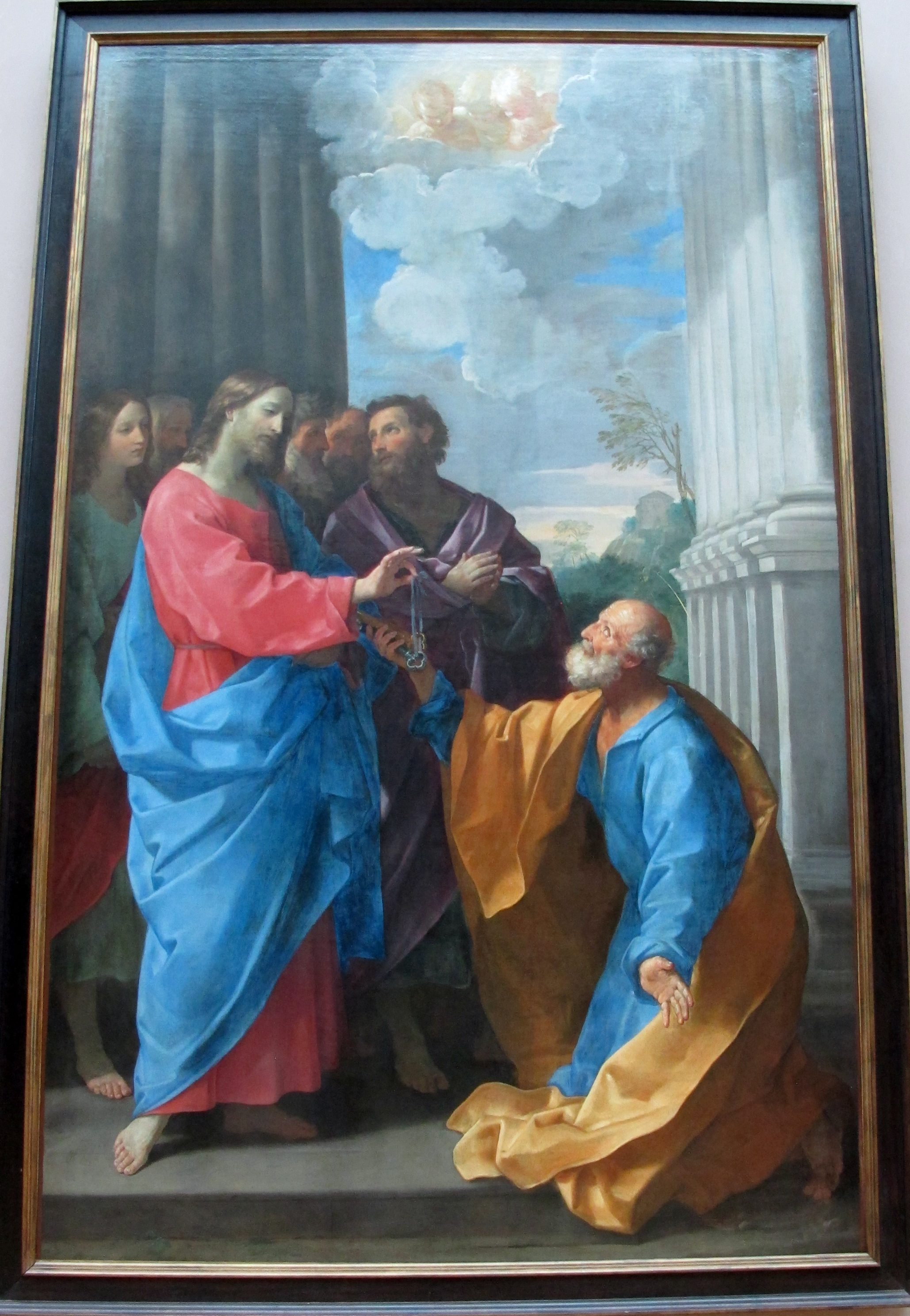
Guido Reni, Consegna delle chiavi, 1624-1626 circa

Attento e costante collaboratore di suo padre Sebastiano, già affermato pittore, si distinse in particolare per tele di contenute dimensioni, a soggetto sacro. Il piccolo dipinto devozionale, la Mater Bonii Consillii, nella chiesa di Misano Adriatico, è stato individuato nel 2009.
Dipinse una tela con Sant'Eusebio nel 1789 e un'altra con il Martirio di Santa Lucia nel 1790, per la parrocchia di San Pietro e Paolo di Carignano, frazione del Comune di Fano, chiesa ricostruita nel XVII secolo. Le due tele sono andate disperse. Per le opere pittoriche fu nominato "cavaliere aurato di San Raffaele", come si deduce dalla tela con la Madonna del Divino Amore, del 1796, una volta segnalata nella chiesa di San Francesco di Paola, a Iesi, e poi perduta.
Nel Comune di San Costanzo, nella chiesa di San Pietro - detta di Sant'Agostino - c'è un Cristo crocifisso con San Carlo e San Girolamo, realizzato da Giuseppe Ceccarini nel 1785 e una volta di proprietà della famiglia Foselli. Alle pareti laterali del presbiterio due sue grandi tele, del 1787 - un tempo proprietà della famiglia Balducci - rappresentano un Miracolo di San Nicola da Tolentino e la Tomba di Sant'Agostino, visitata da pellegrini, e da storpi che pregano per ottenere la guarigione. Due tele, con Ritratto di prelato, datate rispettivamente 1784 e 1790, sono nel Museo diocesano di Senigallia.
Restauratore, copista e ritrattista, nel 1775, a Fano, restaurò gli affreschi secenteschi delle lunette del chiostro della Chiesa di Sant'Agostino, ritrasse l'abate Francesco Vici che era maestro di cappella della cattedrale di Fano, suo padre Sebastiano Ceccarini e nel 1810 il canonico Magini.
Nel 1786 realizzò una copia della Consegna delle chiavi di Guido Reni, come pala per l'altare maggiore della stessa chiesa di Sant'Agostino;